# Baltzar Hoffler (konstnär)
Baltzar (Baltzarson) Hoffler, född 25 augusti 1720 i Nyköping, död 31 januari 1797 i Bergshammar, Södermanlands län, var en svensk konstnär.
Han var son till bagaren och riksdagsmannen Baltzar Hoffler och Anna Maria Ekman. Han var gift första gången 1756 med Elisabeth Sophia Schepner och från 1763 med Anna Maria Forssman.
Hoffler studerade för Olof Arenius 1742 och företog en studieresa till Holland 1744 för att utbilda sig till porträttmålare. 
Hoffler är representerad vid Nationalmuseum med ett 30-tal porträtt utförda med svartkrita.